# Epirrita
Epirrita là một chi bướm đêm. Chúng mọc cánh từ cuối tháng 8 đến tháng 11.

## Các loài
- Epirrita autumnata (Borkhausen, 1794)
- Epirrita christyi (Allen, 1906)
- Epirrita dilutata (Denis & Schiffermüller, 1775)
- Epirrita filigrammaria (Herrich-Schäffer, 1846)
- Epirrita pulchraria (Taylor, 1907)
- Epirrita terminassiae (Vardikjan, 1974)
- Epirrita undulata (Harrison, 1942)